# Station Versailles-Château-Rive-Gauche
Versailles-Château-Rive-Gauche, tot februari 2011 Versailles - Rive Gauche, is een station aan lijn C van het RER-netwerk gelegen in de Franse gemeente Versailles in het departement Yvelines.
Het station bedient ook het Kasteel van Versailles, zo'n kilometer meer naar het westen gelegen.

## Vorig en volgend station
| Richting    | Vorig station | Lijn  | Volgend station | Richting                                                 |
| ----------- | ------------- | ----- | --------------- | -------------------------------------------------------- |
| Eindpunt C5 | Eindpunt      | RER C | Porchefontaine  | Juvisy C10 Versailles-Chantiers C8 (via Massy en Juvisy) |